# L'Aventure incertaine - De la Résistance à la Restauration
 (juin 2013).
Si vous disposez d'ouvrages ou d'articles de référence ou si vous connaissez des sites web de qualité traitant du thème abordé ici, merci de compléter l'article en donnant les références utiles à sa vérifiabilité et en les liant à la section « Notes et références ».
L'Aventure incertaine - De la Résistance à la Restauration est un livre de souvenirs et d'analyses politiques de Claude Bourdet, publié chez Stock en 1975 puis réédité par les éditions du Félin en 1998 qui sortent aussi une version en poche en 2020.

## Des exigences éthiques
Fils du dramaturge Édouard Bourdet, élevé dans la religion catholique, Claude Bourdet n'était pas particulièrement prédestiné, de par ses origines et son éducation, à devenir un chef de la Résistance au nazisme et à l'Occupation allemande et une incarnation de l'intellectuel engagé n'obéissant qu'à sa conscience : c'est le hasard qui, fin 1940, lui a fait croiser, dans les Alpes-Maritimes où il habitait alors, la route d'Henri Frenay, qui l'a recruté à la fin de 1940 pour son mouvement Combat, où il a vite assumé des responsabilités très importantes. À partir de son expérience personnelle de résistant, puis de déporté, et enfin de responsable politique de la gauche non communiste après la Libération, Claude Bourdet s'interroge sur les motivations de ceux qui, en dehors des forces politiques traditionnelles, se sont lancés dans un dangereux combat, à l'issue  fort incertaine, pour des valeurs éthiques fondamentales : indépendamment des chances de réussite, c'est parce qu'ils ne pouvaient plus supporter l'Occupation et le régime de Vichy et devaient impérativement s'engager.
Certes, les aspirations nées de la Résistance n'ont pas abouti aux transformations sociales en profondeur qu'il jugeait indispensables, mais à une décevante forme de restauration du régime politique et social antérieur. Cela ne veut pas dire pour autant qu'il faille renoncer à l'action, car l'esprit de la Résistance continue à circuler à travers le monde et à animer des luttes qui contribuent au lent progrès de l'humanité, même si les résultats ne sont jamais à la hauteur des espérances et si des retours en arrière ne sont pas à exclure.

## Une analyse historique et politique
En tant qu'acteur important de la Résistance française, Claude Bourdet s'interroge aussi sur les difficultés rencontrées par des mouvements clandestins, qui sont nés en dehors des forces politiques organisées et qui, au départ, manquaient singulièrement d'expérience. Il met en lumière le caractère dispersé des initiatives, compliqué parfois par des divergences politiques et des conflits personnels, qui a rendu difficiles l'organisation des mouvements de résistance, puis leur unification progressive. L'existence du revanchard régime de Vichy a également beaucoup nui au développement de la Résistance, en entretenant, chez beaucoup, de néfastes illusions et en retardant l'engagement de responsables administratifs et politiques, qui ont pu croire un temps au double jeu du maréchal Pétain.
Claude Bourdet souligne également les difficultés des liaisons entre la Résistance intérieure, d'un côté, et la France libre, le général de Gaulle et son représentant en France Jean Moulin, de l'autre : un militaire traditionaliste, autoritaire et imbu de sa légitimité historique, comme le général de Gaulle, a eu beaucoup de mal à admettre l'autonomie de la Résistance et a sous-estimé son apport. De leur côté, les résistants ont eu tendance à mythifier le chef de la France libre et n'ont compris que trop tard le rôle de restaurateur qu'il entendait jouer dans la France libérée.

## L'expérience titiste
Dès l’été 1949, Claude Bourdet participe aux Brigades de travail en Yougoslavie et apporte son soutien à Tito et au Titisme dans les colonnes du quotidien Combat, qu'il dirige. Fondateur peu après de l'hebdomadaire France-Observateur, Claude Bourdet a raconté dans ce livre  qu'une réunion organisée à la salle des Sociétés Savantes pour les Brigades de jeunes rentrant de Yougoslavie fut attaquée par des militants communistes qui brisèrent les grands miroirs de l’entrée puis firent voler à travers la salle leurs éclats, causant de nombreux blessés,.